# Delias manuselensis
Delias manuselensis är en fjärilsart som beskrevs av Talbot 1920. Delias manuselensis ingår i släktet Delias och familjen vitfjärilar. Inga underarter finns listade i Catalogue of Life.